# Kachní zobák
Kachní zobák neboli přesazovací vidlice je upravený jeřábový závěs, usnadňující vytažení stolového bednění zpod hotového železobetonového stropu jeřábem. 

## Použití kachního zobáku
K bednění rozsáhlých stropů, jejichž tvar se několikrát opakuje, lze s výhodou užít tzv. stolového bednění. Z prvků nosníkového bednění se sestaví panely, které jsou podepřeny ocelovými či hliníkovými stojkami. Sestavený díl připomíná stůl, (odtud stolové bednění).

Po odbednění je nutné stůl pod hotovým stropem přemístit k okraji stavby a odtud jej odtransportovat zpravidla o podlaží výše na hotový strop. Dlouhý jeřábový závěs stůl "podebere" a vytáhne ven. Kachní zobák je nezbytný, jestiže je nutné přenést bednicí stůl přes překážku na okraji stropu, (např. přes parapetní zídku). V takovém případě musí být stojky bezpodmínečně opatřeny hlavicemi, které umožní jejich sklopení.

Systém se v ČR nepoužívá. 